# Francesco Canetti
Francesco Canetti   (Cremona, 1784 - 1812) fou mestre de capella en la catedral de Brescia, i va compondre una Missa de vuit parts que es considera com una obra mestra: a més, va compondre, el 1784 una òpera bufa, titulada Imaginarium.